# Chiffre d'affaires
Le chiffre d'affaires (couramment abrégé en CA) est la somme des ventes de biens ou de services d'une entreprise sur une période délimitée (exercice comptable). Il peut inclure ou non des achats pour la revente et des sous-traitances selon le mode de comptabilisation retenu.

## Composition
Seules les ventes de biens et services, ainsi que leurs avoirs, entrent dans le chiffre d'affaires. En comptabilité française, cela regroupe donc les seuls comptes allant de 701 à 709. Les autres produits (produits financiers des comptes 76, par exemple) n'entrent pas en chiffre d'affaires.
Pour comptabiliser un chiffre d'affaires, quatre critères doivent être satisfaits :
- les avantages économiques liés à la transaction doivent être établis ;
- le bien doit être livré et le service rendu ;
- le montant des produits doit pouvoir être évalué de façon fiable ;
- les risques liés au bien ou au service doivent avoir été transférés.

Pour les associations, le calcul du chiffre d'affaires a été adapté pour le calcul lié aux mesures de soutien applicables aux structures de l’ESS pour faire face à la crise de la Covid-19. Dans ce cas, il comprend l'ensemble des ressources de l'association, moins les dons et les subventions.

## Enjeux du chiffre d'affaires
À lui seul, le chiffre d'affaires ne permet pas d'évaluer l'entreprise. Son niveau dépend en effet de la nature de son activité. Cependant, c'est un outil de comparaison pratique entre entreprises d'un même secteur d'activité. La variation du chiffre d'affaires d'une entreprise est en revanche un indicateur analytique intéressant. À cette fin, le chiffre d'affaires peut être exprimé en valeur ou en volume, c'est-à-dire à prix constants (en faisant abstraction de la hausse des prix). Dans ce cas, on dira que le chiffre d'affaires est déflaté.

### Exemple pratique et différence avec le bénéfice
Si une boulangerie vendait 200 miches de pain dans une journée à cinq euros pièce, le chiffre d'affaires de la journée serait de 200 × 5 = 1 000 euros pour la journée. Il ne faut pas confondre chiffre d'affaires et bénéfice. Le bénéfice est calculé à partir du chiffre d'affaires, auquel il faut soustraire toutes les charges : dans cet exemple, il faudrait soustraire le prix de la matière première (le blé, la levure, etc.), le salaire de l'ouvrier boulanger qui a préparé le pain, la location du local, les impôts locaux, taxe professionnelle, etc. Une entreprise peut réaliser un chiffre d'affaires important sans générer le moindre bénéfice,.

### Cas particulier des commerces vendant des produits ou des services rémunérés à la commission (mandataire)
Un débit de tabac qui a vendu au cours d'une journée pour 1000 euros de produits du tabac (qui n'appartiennent pas au débit de tabac et ne faisant donc pas partie du stock de marchandises) et qui perçoit une remise nette moyenne de 8,00 % a donc réalisé durant cette journée un chiffre d'affaires de 80 euros ; la somme de 1 000 euros qui apparaît sur sa caisse enregistreuse (Z de caisse) n'est qu'une recette ; en effet le montant comptabilisé en produit d'exploitation (CA) ne sera que de 80 euros seulement, la somme restante 920 € n'appartenant juridiquement pas au magasin.
Il en est de même pour les diffuseurs de presse ainsi que pour les magasins commercialisant les produits de la Française des Jeux, du PMU, les timbres postaux , etc.

## Démarche d'utilisation
- Concrètement, le chiffre d'affaires d'une entreprise sur un exercice donné s'obtient en faisant la somme de l'ensemble des factures et avoirs hors taxes émis au cours de l'exercice. Sur un compte de résultat, il représente donc la plus grande partie des produits liés à l'exploitation.
- C'est la date de transfert de propriété qui fait office de date pour établir le chiffre d'affaires et non la date de facturation (le transfert de propriété varie suivant l'Incoterm utilisé pour la vente). Ainsi, faire du chiffre peu de temps avant le 31 décembre n'est pas nécessairement synonyme de CA : si les livraisons sont réalisées après le 31 décembre, le CA réalisé est pour l'année suivante et non l'année en cours.
- Il est exprimé en unités monétaires et compté sur une année. Il se calcule hors taxe, et en particulier hors TVA, et déduction faite des rabais, remises et ristournes accordés.
- Le chiffre d'affaires « consolidé » désigne le chiffre d'affaires d'un groupe d'entreprises. Il est constitué de la somme des chiffres d'affaires des filiales du groupe, après élimination des ventes internes entre filiales.

## Plus importants chiffres d'affaires en 2017
| Classement | Compagnies        | Secteur            | Chiffre d'affaires (en milliards de USD) |
| ---------- | ----------------- | ------------------ | ---------------------------------------- |
| 1          | ExxonMobil        | Hydrocarbures      | 429,8                                    |
| 2          | Wal-Mart          | Commerce de détail | 315,6                                    |
| 3          | Royal Dutch/Shell | Hydrocarbures      | 306,7                                    |
| 4          | BP                | Hydrocarbures      | 352,1                                    |
| 5          | General Motors    | Automobile         | 213,0                                    |
| 6          | Chevron           | Hydrocarbures      | 189,4                                    |
| 7          | DaimlerChrysler   | Automobile         | 186,1                                    |
| 8          | Toyota            | Automobile         | 185,8                                    |
| 9          | Ford              | Automobile         | 177,2                                    |
| 10         | Total             | Hydrocarbures      | 171,5                                    |